# Compagnia Italiana Turismo
CIT - Compagnia Italiana Turismo S.p.A. è stata un'azienda italiana operante nel settore del turismo.

## Storia
La Compagnia Italiana Turismo venne istituita con regio decreto nº 226 del 17 febbraio 1927. I soci fondatori furono Ferrovie dello Stato, Banco di Sicilia, Banco di Napoli ed ENIT (Ente Nazionale Italiano per il Turismo). Venne fondata con lo scopo di promuovere l'Italia come destinazione di turismo internazionale e organizzare il turismo degli Italiani verso l'estero. Proprio a tale scopo venne creata una rete di agenzie di viaggio in Italia e nel Mondo.

### Crescita e sviluppo
Dopo la seconda guerra mondiale, CIT, sfruttando il boom economico, accelera la sua crescita. Ma è grazie all'elevato livello professionale del personale, alla distribuzione mondiale della biglietteria FFSS e alla forte presenza nelle istituzioni che, negli anni settanta e negli anni ottanta, portano CIT ad una posizione di preminenza nel settore del turismo.
Negli anni ottanta e novanta la holding, controllata da Ferrovie dello Stato, era organizzata su tre società:
- CIT Viaggi S.r.l. - agenzie di viaggi e turismo in Italia
- I Viaggi del Sestante - tour operator outgoing (dall'Italia all'estero)
- Emotion S.r.l. - congressi, tour operator ingoing (dall'estero in Italia)

600 dipendenti in Italia e 1.134 all'estero, 650 miliardi di ricavi, di cui 400 oltre confine.
Nel mondo, CIT rappresentava lo specialista delle vacanze in Italia ed era considerato leader italiano del settore. CIT poteva contare, oltre alle numerose agenzie sul territorio nazionale, filiali in Europa (Gran Bretagna, Francia, Germania, Belgio e Lussemburgo), negli USA, in Sud America e in Australia. Le 12 branch estere garantivano la vendita di pacchetti turistici e biglietti Fs per un totale di 300 miliardi di euro: il 5% di tutti gli arrivi di turisti stranieri in Italia avveniva per merito della rete vendita di Cit, nonostante ciò i bilanci aziendali erano in rosso.
Secondo una interrogazione parlamentare presentata da Francesco Giovanni Maria Mele nel 1994 le perdite derivavano esclusivamente dalla gestione delle attività sul territorio nazionale (promozione del turismo dall'Italia verso l'estero), mentre le controllate estere dal 1993 avevano ritrovato la via dell'utile, portando 3 milioni di turisti in Italia, di cui 1 nel Meridione.

### La privatizzazione
Nel 1996, in seguito alla volontà del governo italiano di privatizzare le partecipazioni pubbliche, avviata nel 1990 con l'ingresso nel capitale della Tieffe, Cit S.p.A. cede CIT Viaggi S.r.l e Sestante Sviluppo S.r.l., titolari di 56 agenzie nazionali (I Viaggi del Sestante, 22 miliardi di fatturato nel 1995) per 30 miliardi di lire ad European Consultant Partnership, una joint venture tra le stesse Fs (40%), le attività turistiche di ITC&P di Calisto Tanzi e Gianpietro Donzelli (40%) e Banca di Roma (20%). Successivamente, Tanzi acquista il 49% in mano ad FS per 110 miliardi di lire, a seguito di una controversia sorta con il gruppo di Stato.
Dopo tale operazione, CIT rimane con 23 agenzie e le 12 controllate estere.
In quest'ottica viene poi decisa la privatizzazione dell'azienda, ceduta nell'ottobre del 1997 a Progetto S.p.A. di Gianvittorio Gandolfi di Varese che rileva anche da Ferrovie dello Stato le agenzie che gestiscono la biglietteria per il governo e le istituzioni, operatore turistico in Italia ed all'estero per un totale di 32 milioni di euro (poi a seguito delle risultanze negative di bilancio al 30 giugno 1998 il prezzo viene ridotto ad euro 23 milioni). Il nuovo imprenditore tenta di rilanciare l'azienda con grandi progetti di integrazione verticale (il gruppo Progetto era infatti prima dell'acquisizione proprietario di compendi immobiliari quali i villaggi turistici e delle società : Vacanze italiane-villaggi e Siviaggi agenzie di viaggio con 30 punti vendita ) con l'impegno nei confronti delle banche creditrici da parte della società, ormai organizzatasi in gruppo,  a quotarsi nell'allora Mercato ristretto il 28 novembre 2002.

### La crisi e il Gruppo Soglia
La crisi internazionale del turismo dopo l'11 settembre 2001 va però ad aggravare una situazione societaria già precaria a causa di un piano di investimenti troppo pretenzioso e della forte esposizione della proprietà (La Compagnia delle Vacanze S.p.A.) verso il  Mediocredito Lombardo, che aveva finanziato l'acquisto di CIT. Nel tentativo di rientrare dal debito, si procede alla cessione di CIT Inghilterra e dell'agenzia viaggi in Galleria Vittorio Emanuele II a Milano, ma il gruppo rimane sull'orlo del fallimento. Viene nel mentre lanciata una joint venture con la francese Accor per un'operazione commerciale sull'isola di Sacca Sessola che prevedeva la costruzione di un albergo esclusivo: l'investimento di circa 70 milioni di euro va però a vuoto, il compendio alberghiero non viene mai completato e viene poi venduto nel 2007 dal commissario straordinario Nuzzo per oltre 85 milioni di euro. Si redigono progetti anche per la costruzione di villaggi turistici a Scanzano Jonico (realizzati un hotel e un residence a fronte di un progetto di 112 milioni, di cui 30 effettivamente finanziati dallo Stato), a Sibari e a Pietrelcina. In totale CIT ha assorbito 194,6 milioni di euro da contratti di programma con lo Stato italiano.
Nel 2003 a gennaio Gandolfi (che resterà presidente fino a marzo e comunque consigliere anche successivamente) lascia la guida della società a Giovanni Natali e ad Ubaldo Livolsi; contestualmente viene azzerato l'intero consiglio di amministrazione ed entrano nel comitato di controllo interno Roberto Guida, Guido Cefalù e Salvatore Sciascia, contro i quali successivamente lo stesso Natali adirà in giudizio. Nel mese di gennaio viene formalizzato (in esecuzione di un contratto vincolante del 2002) l'acquisto da Alitalia dell'agenzia viaggi Italiatour.
A aprile 2004 Banca Intesa, a seguito di finanziamenti concessi alla proprietà e garantiti da ipoteche e pegni azionari, si ritrova primo azionista del gruppo, col 35% delle quote. Nel periodo successivo la gestione è condivisa tra il Governo, tramite Sviluppo Italia e le banche; si assiste alla chiusura di tutte le agenzie di viaggio estere.
L'8 marzo 2006, con un decreto, il Ministero dello sviluppo economico ammette il Gruppo CIT alla procedura di amministrazione straordinaria nominando un commissario straordinario. Il successivo 4 dicembre il commissario straordinario deposita presso il Ministero dello Sviluppo Economico il programma di ristrutturazione delle società del Gruppo CIT in amministrazione straordinaria al fine di recuperare l'equilibrio economico e le attività imprenditoriali tentando di vendere l'azienda e indicendo quindi un bando d'acquisto.
In data 27 settembre 2007 il MSE autorizza il commissario straordinario ad accettare le offerte definitive pervenute dal gruppo Soglia e Aareal Bank AG che acquistano le attività di agenzie di viaggio e di tour operator e i rapporti di lavoro con i dipendenti ex CIT.

### Lo scorporo
Il 18 marzo 2008 Cit cede a Sistema Vacanze S.p.A., i 7 villaggi turistici che compongono il suo patrimonio immobiliare.
Nel settembre 2008 il gruppo Soglia, azionista di Sistema Vacanze, cede il 90% della società a Morera S.r.l., controllata al 100% da un fondo di investimento immobiliare di tipo chiuso riservato ad investitori qualificati, gestito da Valore Reale SGR S.p.A.. Valore Reale SGR S.p.A. è principalmente partecipata da:
- Melpart S.p.A. - Stefano Meloni - 14%
- Rafomag S.p.A. - F.e ML. Radice Fossati - 13%
- Biesse Finanziaria S.r.l. - Brivio Sforza - 11%
- Investire Real Estate S.r.l. - Canova e Chidini - 11%
- Light S.r.l. - Cosenza - 11%
- Fin M S.r.l. - Mario Manuli - 11%
- Zenin S.A. - Cesare Sgaramoso - 11%

Il restante 10% di Sistema Vacanze rimane per il 7.5% al Gruppo Soglia ed il 2,5% a Roberto Onesti.

## Società partecipate
- CIT Viaggi S.p.A.
- Vacanze Italiane S.p.A.
- Vacanze Italiane T.O. S.r.l.
- International Transport S.r.l.
- CIT Hotels S.r.l.
- CIT Invest S.r.l.
- Mediterraneo Tour & Travel S.r.l.
- Progetto Italiano S.p.A.
- Progetto Venezia S.p.A.
- La Compagnia delle Vacanze S.p.A.
- Electa S.p.A.
- Synergit Communications S.r.l.
- CIT Travel Cafè S.r.l.
- CIT On Line S.r.l.
- CIT Travel Net S.r.l.
- Engeco General Contractor S.p.A.
- Progetto Venezia S.r.l.
- Italiatour S.p.A.
- Hotel La Morgia S.r.l.
- Hotel Lucani S.r.l.
- Hotel Residence du Sud S.r.l.
- Il Centro Campano S.r.l.
- La Casa di Pietrelcina S.r.l.
- Sable d'Or S.r.l.